# Gandayasa
Gandayasa is een bestuurslaag in het regentschap Serang van de provincie Banten, Indonesië. Gandayasa telt 5103 inwoners (volkstelling 2010).